# Человек-машина
Человек-машина (англ. Machine Man; серийный номер — Z2P45-9-X-51 (чаще называется сокращённо — X-51, или Икс-51), так же известен под именем Аарон Стак, англ. Aaron Stack) — робот-андроид из комиксов, издаваемых Marvel Comics, член Мстителей.

## История публикаций
Человек-машина был создан Джеком Кирби и впервые появился в 2001: A Space Odyssey #8 (июль 1977). Позже Икс-51 появился в Incredible Hulk #235-237, где боролся с Халком.
В октябре 1984 — январе 1985 года, Человек-машина был возрожден в серии, написанной Томом ДеФалок и нарисованной Гербом Тримпом (начал выпуски № 1-3) и Барри Виндзором-Смитом (закончил выпуски # 1-3, полностью нарисовал выпуск № 4). Серия была переиздана вновь в 1994 году под названием Machine Man 2020 (Человек-машина 2020). Персонажи из этого альтернативного мира выступали в других выпусках Marvel, а именно Арно Старк, наёмник по имени Железный человек 2020.
В 1990 году Человек-машина был персонажем в Iron Man Annual # 11 (часть сюжета Terminus Factor). В 1999 году вышла серия под названием X-51, The Machine Man.

## Биография

Первое появление Человека-машины на обложке 2001, A Space Odyssey № 8 (июль 1977), художник — Джек Кирби

Робот под номером Z2P45-9-X-51, был последним из серии роботов, созданных в Бродхерстском центре по улучшению положения механизированных исследований в Централ-Сити, штате Калифорния для американских военных, которые надеялись сделать роботов-солдат, которые могли бы думать как человек. Доктор Абель Стак, специалист по компьютерным программам, знал, что робот может думать как человек, если только он рассматривал себя как единственного. Он украл пятьдесят первого робота и стал относиться к нему так, как если бы это был его собственный сын, назвав его Человеком-машиной. Опасения доктора Стака оправдались, пятьдесят роботов начали испытывать тяжёлые нарушения личности и были признаны слишком опасными. Правительство распорядилось, чтобы активировались их механизмы самоуничтожения. В процессе их самоуничтожения погиб и доктор Стак.
Пообещав выполнить мечту доктора Стака, Человек-Машина принял человеческую личность Аарона Стака и пытался найти своё место в мире людей. В конце концов он встретил психиатра Питера Сполдинга и механика «Гирса» Гарьина, которые стали его друзьями. В то же время он работал страховым следователем в страховой компании «Дельмар».
Человек-машина боролся, чтобы сохранить себя в мире, который боялся машин. Правительство США пыталось выследить Аарона, но в конце концов простило его после того, как он остановил одно из безумств Халка.
Позже Аарон Стак встретил и влюбился в робота Джокасту, но она была уничтожена в бою со своим создателем Альтроном. Позже Человек-машина связался с роботом Супер-Адаптоидом и присоединился к Тяжёлому Металлу, команде роботов для борьбы с героями известными как Мстители, но в итоге он помог Мстителям в их борьбе против Адаптоида.
Человек-машина позднее помог Мстителям, на этот раз от угрозы пришельца известного как Терминус. В то время робот приобрёл голову Джокасты, которая была восстановлена и утеряна агентами Высокого Эволюционера. В ходе этой битвы Человеку-машине едва удалось избежать конфронтации с Мадам Угрозой. Икс-51 снова помог Мстителям Западного Побережья и был принят в качестве одного из своих членов, чтобы он присоединился к ним в борьбе против злодеев Доктора Демоникуса и Тихоокеанских Повелителей. Будучи их временным членом, он присоединялся к ним на пару приключений и участвовал в битве между Гравитоном и Громовержцами.
После нескольких месяцев Человек-машина был захвачен международным агентством Щ.И.Т., которая хотела использовать его технологию для дальнейшего создания нового киборга Детлока. В то же время, злодей Красный Череп захватил техно-органическое существо Доуглока и взял под своё управление авианосец Щ. И. Т. Хеликарьер. Человек-машина помог Людям Икс в спасении Доуглока и агентов Щ. И. Т., казалось, ценой своей жизни.
Однако, команда злых мутантов под названием Братство злых мутантов восстановила то, что осталось от Человека-машины и захватили агента Щ. И. Т. Джека Кубрика, который также искал робота. После чего члены Братства Мистика, Мимик, Пузырь, Жаба и Пост были атакованы воскресшим Человеком-машиной. Во время битвы с Постом казалось, что агент Кубрик был убит, но сознание агента слилось с разумом Человека-машины. После этого Человек-машина открыл в своём новом возрождённом теле микроскопические нанотехнологии под названием «наниты», которые могут мгновенно восстанавливать повреждения, а также обнаружил, что в его новые программы включены остатки программ охотников на мутантов Стражей, и, следовательно, он был вынужден атаковать и уничтожать любых мутантов. Он сразу же попытался уничтожить Братство, а затем, позже, Себастьяна Шоу и возглавляемые им «Шоу Индастриз» и Клуб Адского пламени. Когда он искал Мстителей для помощи, он напал на их новых членов Судью и Огненную звезду, а после отступил.
Икс-51 распознал, что его внутренние системы были так или иначе затронуты, и он обратился за помощью к своим друзьям из прошлого: Питеру Сполдингу и его жене Джилл. Они старались помочь роботу, но Икс-51 стал мишенью Стражей. Борьба между Икс-51 и Стражами грозилась разрушить город, если бы не своевременное прибытие Людей Икс. Во время боя технология Стражей взяла верх над Икс-51, и он повернулся против Людей Икс. Люди Икс сражались с Икс-51, пока к нему не вернулась ясность ума. В своём заключительном акте героизма Человек-машина без ведома Людей Икс добровольно отказался от своей собственной жизни и, чтобы остановить бой, взрывает своё тело.
На самом деле Икс-51 не погиб. Нанотехнологии в его системе восстановили его тело, освободив разум от технологий Стражей. Воспоминания Человека-машины были утеряны, за исключением воспоминаний про своего отца, которые он намеренно сохранил. Икс-51 начал бродить по стране, но вскоре обнаружил инопланетный монолит, который как-то перенёс себя и Икс-51 в неизвестном направлении.
Икс-51 с тех пор появлялся в более человеческом облике, чем когда-либо раньше, несмотря на то, что он стал более открытым для критики. Называя себя просто «Аарон Стак» он присоединился к организации H.A.T.E.. Аарон работал с другими героями, такими как Моника Рамбо (Фотон) и Табита Смит (Бум-Бум) из Следующей волны. Когда герои обнаружили, что H.A.T.E. фактически финансирует террористов, Аарон вступил в Следующую волну, чтобы посвятить себя остановке H.A.T.E. раз и навсегда.

## Силы, способности и оборудование
Человек-машина обладает сверхчеловеческой силой (поднимает до 25 тонн), скоростью, выносливостью, прочностью и рефлексами, а также сверхчеловеческим зрением. Он является экспертом по собственному строительству и ремонту. Будучи роботом он обладает сверхчеловеческими аналитическими возможностями, включая возможность обрабатывать информацию и производить расчеты со сверхчеловеческой скоростью и точностью.
Человек-машина питается от солнечной энергии, а в случае необходимости также может получать питание от различных внешних источников энергии. Икс-51 обладает способностью управляемого полёта с помощью антигравитационных дисков. Его телескопические руки и ноги способны растянуться в длину до 100 футов.
В его пальцах содержится много различных видов оборудования и оружия, в том числе: газовый хроматограф, лазерный интерферометр, микро-импульсный радар, аудиометр, сейсмометр, детектор гравитационных волн, импульсно-кодовая модуляция, стандартный порт компьютера, радиомаяк, лазерный резак и другие, а также огнестрельное оружие, использующее патроны .357 Magnum.

## Альтернативные версии

### Мир машин
Человек-машина является единственным независимым субъектом программы Людей-машин, поддерживаемой американскими военными и сотрудничающая с Виженом и Ультроном (которые на самом деле контролировались подсознанием Генри Пима) для того, чтобы остановить геноцид Церебро. Он тайно изменял Людей-машин из армии, контролируемой Церебро, для сбора и хранения жизненной силы каждого человека на Земле, которые были убиты нейронными бомбами Церебро, надеясь, что эта энергия восстановит человечество. Человек-машина и другие столкнулись с Изгнанниками (Exiles) и помогли им уничтожить Церебро и начать новую жизнь на Земле.

### Зомби Marvel
Человек-машина дважды появляется во Вселенной Marvel Zombies , сначала в эпизодической роли в составе команды Следующая волна, которая участвует в борьбе с инфицированными героями, но её участники погибают в Marvel Zombies vs. The Army of Darkness (Зомби Marvel против Армии Тьмы). Классическая версия Икс-51 является главным героем в Marvel Zombies 3, где Человек-машина принимает задание от имени ARMOR сопровождать Джокасту для получения крови от живого человека во Вселенную Marvel Zombies, и они перемещаются туда с помощью мутанта по имени Портал. Он получает образцы клеток жены Кингпина Ванессы, которая всё ещё жива и держится в безопасности. Человек-машина доставляет образцы Джокасте, но зомби уничтожают его, и Портал и Джокаста вынуждены покинуть его разрушенное тело в этом измерении. После оказывается, что Человек-машина использовал голографическую проекцию самого себя, он выжил и продолжал бороться с зомби.
В Marvel Zombies 5 он объединяется с Уткой Говардом и девушкой по имени Жакали, и вместе они путешествуют по вселенной зомби в надежде найти лекарство от зомби-чумы.

### Человек-машина 2020
в 2020 году в далёком будущем киберпанка Человек-машина была возрождён группой незаконных мусорщиков, называемых Полночными вредителями и возглавляемых Гирсом Гарвином, старым другом Икс-51. Робот был вынужден сражаться против своего старого врага, промышленной королевой Сансет Бейн, а также против наёмника Арно Старка, аморального Железного человека 2020 года.

### Земля Икс
Человек-машина также был одним из главных героев в трилогии Earth X, где вынужден был стать новым Наблюдателем. Используя свой доступ к технологиям Наблюдателей он помог человечеству победить Небожителей.

### Месть королевы
Когда Моргана ле Фай изменила реальность в Avengers #1-3, почти все Мстители прошлого и настоящего были преобразованы в Месть королевы, своего рода Мстителей средневековой тематики. Человек-машина стал Сэром МакХинери (Sir MacHinery). Его можно увидеть на обложке выпуска № 2 за Геркулесом.

## Появление вне комиксов

### Мультсериалы
Альтернативная версия X-51 появляется в мультсериале Непобедимый Человек-паук, где его озвучил Дейл Уилсон. Он являлся одним из роботов Высшего Эволюционера, но после того, как Человек-Паук спас его от разборки, он изменился и вступил в отряд сопротивления против Высшего Эволюционера и помогал Человеку-пауку и Джону Джеймсону.